# Långsvansad fladdermus
Långsvansad fladdermus (Chalinolobus tuberculatus) är en insektsätande fladdermus ur läderlapparnas familj som enbart finns på Nya Zeeland.

## Utseende
En liten fladdermus med svart till rödbrun ovansida, mörkgrå undersida och nakna vingar och svans, som båda delar samma flyghud. Kroppslängden är mellan 6 och 8 cm inklusive den omkring 3,5 cm långa svansen, vingbredden är mellan 25 och 30 cm, och vikten ligger mellan 8 och 11 g.

## Vanor
Den långsvansade fladdermusen är en god flygare som kan nå en hastighet av 60 km i timmen. Lätets medelfrekvens är 40 kHz, men det har en lågfrekventare komponent som kan höras av människor med god hörsel. Jaktområdet är stort och kan omfatta 100 km2. Arten lever främst i urskog. Med undantag av populationen på Nordön sover den vintersömn 4 till 5 månader om året. Födan består av insekter som fjärilar, myggor och skalbaggar, som den fångar i flykten.

### Fortplantning
Honorna blir könsmogna vid mellan 2 och 3 års ålder, och parar sig under tidig höst. Troligtvis sparar den sperman i äggledarna så att äggen inte befruktas förrän efter vinterdvalan. Under sommaren (mitten av december) föds en enda unge, som blir flygfärdig efter 4 till 5 veckor.

## Utbredning
Den långsvansade fladdermusen finns på både Nordön, Sydön och den mindre Stewart Island söder om Sydön.

## Status
Arten är klassificerad som sårbar ("VU", underklassificering "A2ace") av IUCN, framför allt på grund av den påtagliga minskningen under senare år. Främsta hot är skogsavverkning, som förstör dess traditionella biotoper, och predation från införda djur som mårddjur, opossum, råttor och katter.
Långsvansad fladdermus valdes året 2021 av nyzeeländska naturskyddsföreningar som Bird of the Year ("Årets fågel") för att göra allmänheten uppmärksam för artens behov. En särskild tillställning för fladdermöss saknas i landet som endast har två inhemska fladdermössarter.